# Искатель (телесериал)
«Иска́тель», также известен как «Сы́щик» (англ. The Finder) — американский процедурный драматический телесериал, созданный Хартом Хэнсоном по мотивам серии книг «Обнаружитель» (англ. The Locator) Ричарда Гринера. Является спин-оффом сериала «Кости». Премьера состоялась 12 января 2012 года на телеканале Fox.
После показа первого сезона телеканал объявил о закрытии сериала. Этот телевизионный проект стал последним для актёра Майкла Кларка Дункана, умершего от сердечного приступа 3 сентября 2012 года.

## Сюжет
Уолтер Шэрман — эксцентричный, но забавный отшельник, пользующийся большим спросом из-за способности находить что угодно. Из-за повреждения головного мозга в Ираке, Уолтер стал параноиком, подозрительным и причудливым, но в то же время это помогает ему найти что угодно.

## В ролях
- Джофф Стульц — майор Уолтер Шэрман, армия США (в отставке)
- Майкл Кларк Дункан — Лео Нокс, вдовец и бывший адвокат
- Мерседес Масон — помощник федерального маршала Изабель Замбада
- Мэдди Хассон — Уилла Мондэй, цыганка
- Тоби Хемингуэй — Тимо Прауд, цыган, кузен Уиллы

## Разработка и производство
Канал Fox разрабатывал спин-офф телесериала «Кости» с тех пор, как майор Уолтер Шэрман был представлен в шестом сезоне. Производство эпизода с искателем началось в феврале 2011 года, а сам эпизод вышел в апреле того же года. Сериал был создан продюсером Хартом Хэнсоном, и основан на двух книгах из серии «The Locator», написанных Ричардом Гринером: «The Knowland Retribution» и «The Lacey Confession».
В 19 эпизоде 6 сезона сериала «Кости», главные герои сериала отправляются в Ки-Уэст во Флориде, где обитает искатель. Там нам представляют отставного майора армии США Уолтера Шэрмана (Джофф Стульц), его друга и адвоката Лео Нокса (Майкл Кларк Дункан) и пилота и барменшу Айки Латулип (Саффрон Берроуз).
13 эпизодов телесериала «Искатель» были заказаны на сезон 2011/12 10 мая 2011 года. Премьера сериала состоялась в межсезонье и он выходил по четвергам в 21:00, занимая время «Кости», пока те были в хиатусе.
Саффрон Берроуз больше не появилась в телесериале, так как телеканал решил поменять её героиню. Мерседес Масун и Мэдди Хассон получили главные женские роли. Масон сыграла федерального маршала Изабель Замбаду; Хассон сыграла Уиллу, цыганку-правонарушительницу, которая отбывает испытательный срок в баре Уолтера и помогает ему в расследованиях.

## Эпизоды
| Сезон | Сезон | Эпизоды | Оригинальная дата показа | Оригинальная дата показа |
| Сезон | Сезон | Эпизоды | Премьера сезона          | Финал сезона             |
| ----- | ----- | ------- | ------------------------ | ------------------------ |
|       | 1     | 13      | 12 января 2012           | 11 мая 2012              |

| №  | Название                                            | Режиссёр       | Автор сценария                            | Дата премьеры   | Произв. код | Зрители в США (млн) |
| -- | --------------------------------------------------- | -------------- | ----------------------------------------- | --------------- | ----------- | ------------------- |
| 1  | «An Orphan Walks Into a Bar» «Сирота заходит в бар» | Дэниел Сакхайм | Харт Хэнсон                               | 12 января 2012  | 1ATT01      | 5,50                |
| 2  | «Bullets» «Пули»                                    | Терренс О'Хара | Мэтт Маклеод                              | 19 января 2012  | 1ATT05      | 6,58                |
| 3  | «A Cinderella Story» «История Золушки»              | Адам Аркин     | Сэнфорд Голден и Карен Визкарвер          | 26 января 2012  | 1ATT03      | 8,44                |
| 4  | «Swing and a Miss» «Несмешная шутка»                | Кевин Хукс     | Аарон Гинсбург и Уэйд МакИнтир            | 2 февраля 2012  | 1ATT04      | 6,87                |
| 5  | «The Great Escape» «Большой побег»                  | Сет Манн       | Эмилия Серанно                            | 9 февраля 2012  | 1ATT07      | 6,22                |
| 6  | «Little Green Men» «Маленький зеленый человечек»    | Дуайт Литтл    | Уилл Паско                                | 23 февраля 2012 | 1ATT09      | 6,18                |
| 7  | «Eye of the Storm» «Глаз бури»                      | Алекс Чаппл    | Аарон Гинсбург и Уэйд МакИнтир            | 8 марта 2012    | 1ATT10      | 7,08                |
| 8  | «Life After Death» «Жизнь после смерти»             | Дэвид Бореаназ | Нкечи Окоро Кэрролл                       | 6 апреля 2012   | 1ATT08      | 4,03                |
| 9  | «The Last Meal» «Последний ужин»                    | Милан Чейлов   | Джош Фридман                              | 13 апреля 2012  | 1ATT02      | 3,45                |
| 10 | «The Conversation» «Разговор»                       | Джим Хайман    | Патрик Массетт и Джон Цинман              | 20 апреля 2012  | 1ATT06      | 4,31                |
| 11 | «The Inheritance» «Наследование»                    | Дэвид Стрейтон | Сэнфорд Голден и Карен Вискарвер          | 27 апреля 2012  | 1ATT12      | 3,97                |
| 12 | «Voodoo Undo» «Отмена Вуду»                         | Дэниел Сакхайм | Мэтт Маклеод и Эмилия Серрано             | 4 мая 2012      | 1ATT11      | 4,00                |
| 13 | «The Boy with the Bucket» «Мальчик с ведром»        | Вахан Мосекиан | Харт Хэнсон, Патрик Массетт и Джон Цинман | 11 мая 2012     | 1ATT13      | 4,19                |